# The Maelstrom (film 1910)
The Maelstrom è un cortometraggio muto del 1910 diretto da Harry Solter.

## Produzione
Il film fu prodotto dall'Independent Moving Pictures Co. of America (IMP)

## Distribuzione
Il film - un cortometraggio in una bobina - uscì nelle sale statunitensi il 21 aprile 1910, distribuito dall'Independent Moving Pictures Co. of America (IMP).